# Distrito electoral de Du Quoin n.º 3
Du Quoin No. 3 (en inglés: Du Quoin No. 3 Precinct) es un distrito electoral ubicado en el condado de Perry en el estado estadounidense de Illinois. En el Censo de 2010 tenía una población de 679 habitantes y una densidad poblacional de 465,65 personas por km².

## Geografía
Du Quoin n.º 3 se encuentra ubicado en las coordenadas 38°0′1″N 89°13′47″O / 38.00028, -89.22972. Según la Oficina del Censo de los Estados Unidos, Du Quoin n.º 3 tiene una superficie total de 1.46 km², de la cual 1.41 km² corresponden a tierra firme y (3.2%) 0.05 km² es agua.

## Demografía
Según el censo de 2010, había 679 personas residiendo en Du Quoin n.º 3. La densidad de población era de 465,65 hab./km². De los 679 habitantes, Du Quoin n.º 3 estaba compuesto por el 93.23% blancos, el 4.57% eran afroamericanos, el 0.44% eran amerindios, el 1.33% eran asiáticos, el 0% eran isleños del Pacífico, el 0% eran de otras razas y el 0.44% pertenecían a dos o más razas. Del total de la población el 2.8% eran hispanos o latinos de cualquier raza.